# Доманове (станція)
Доманове (біл. Даманава)  — станція Берестейського відділення Білоруської залізниці в Івацевицькому районі Берестейської області. Розташована в селі Доманове.